# پیر پائولو لوچتا
پیر پائولو لوچتا (انگلیسی: Pier Paolo Lucchetta؛ زادهٔ ۱۴ ژانویهٔ ۱۹۶۳) بازیکن والیبال اهل ایتالیا است.